# Dahes

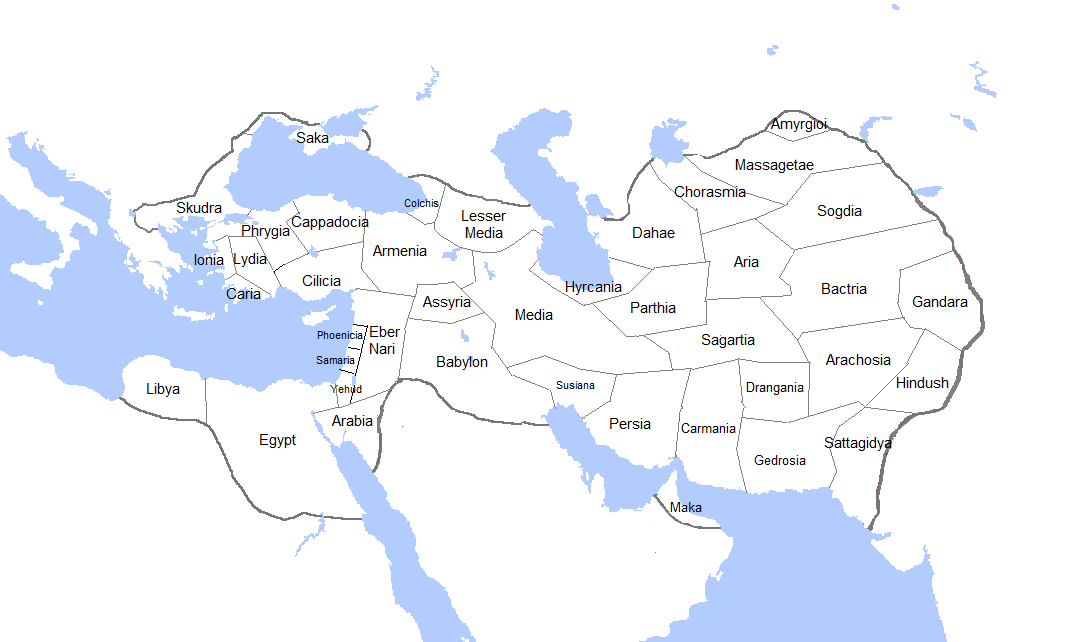
Asia Occidental c. 500–550 a. C.; las tierras Dahae en la parte superior derecha.

Dahes o Dahaes (en antiguo persa: داها; en latín Dahae; en griego antiguo: Δάοι, Daoi y Δάαι, Daai) era una confederación escita de tres antiguas tribus iraníes que vivían al este del mar Caspio (en una región que ahora comprende Turkmenistán). Su región era en consecuencia conocida como Dahestan o Dahistan. Hablaban  iraní oriental.

## Ubicación
Los Dahae vivieron inicialmente en la parte nororiental del Imperio aqueménida, en las áridas estepas del Desierto de Karakum Durante finales del siglo IV y principios del siglo III a. C. los dahae, y especialmente su tribu constituyente de los Parnos se asentaron a lo largo de las franjas sur y sudoeste del desierto de Karakum, y a mediados del siglo III a. C. se trasladaron al oeste y se establecieron a lo largo de las costas del sureste Mar Caspio , en las tierras al norte de Hircania.

## Nombre
El nombre de Dahae, atestiguado en la forma Persa antiguo Dahā, se deriva de un nombre en Idioma jotanés que significa "hombre", basado en la práctica común entre varios pueblos de llamarse a sí mismos "hombre" en sus propios idiomas. Este término está atestiguado en la forma khotanesa daha.

## Historia
Según el historiador babilónico Beroso el Caldeo el fundador del Imperio persa aqueménida Ciro II el Grande murió luchando contra los Dahes.
Los Dahes lucharon dentro del ala izquierda del ejército aqueménida junto con otros pueblos escitas contra Alejandro Magno en la Batalla de Gaugamela.
Durante la mitad del siglo III, los Parnos se habían mudado a Hircania donde vivían a lo largo del río Ochus. Su líder Arsaces I fundaría el Imperio parto.